# Carola Braunbock
Carola Braunbock (née le 9 janvier 1924 à Vseruby, maintenant en République tchèque et morte le 4 juillet 1978  à Berlin) est une actrice allemande.

## Filmographie partielle
- 1951 : Pour le roi de Prusse (Der Untertan) de Wolfgang Staudte
- 1958 : Das Lied der Matrosen de Kurt Maetzig et Günter Reisch
- 1959 : Ware für Katalonien de Richard Groschopp
- 1961 : Kein Ärger mit Cleopatra d'Helmut Schneider
- 1964 : Mir nach, Canaillen! de Ralf Kirsten
- 1967 : Brot und Rosen de Heinz Thiel et Horst E. Brandt
- 1973 : Trois Noisettes pour Cendrillon (Tri orísky pro Popelku) de Václav Vorlíček
- 1979 : Addio, piccola mia de Lothar Warneke